# هانس لانگسدرف
هانس لانگسدرف (آلمانی: Hans Langsdorff؛ ۲۰ مارس ۱۸۹۴ – ۲۰ دسامبر ۱۹۳۹) یک فرد نظامی اهل آلمان بود. او کاپیتان کشتی گراف اشپی (گراف اسپی) در جریان جنگ جهانی دوم بود.
او با کشتی خود در سواحل اوروگوئه به محاصره سه ناو انگلیسی در آمد و در نهایت از بیم اینکه کشتی به دست انگلیسی ها بیفتد کشتی خود را منهدم کرد و دو روز بعد نیز خودکشی کرد.